# 胜金乡
胜金乡，是中华人民共和国新疆维吾尔自治区吐鲁番市高昌区下辖的一个乡。
其地古称新兴，高昌國四十六镇之一。回鹘语音名为Singing，由回鹘语转换回汉语，又有胜金、森尼木、色列木、僧吉穆等汉译名。今为胜金乡:33。

## 行政区划
胜金乡下辖以下地区：
开斯突尔村、加依霍加木村、胜金村、排孜阿瓦提村、色格孜库勒村、阿克塔木村、恰勒坎村、木日吐克村和艾西夏村。